# Fernando Guerrero (voetballer)
Fernando Alexander Guerrero (Quito, 30 september 1989) is een profvoetballer uit Ecuador, die speelt als middenvelder. Hij staat sinds 2012 onder contract bij de Ecuadoraanse club Independiente José Terán. Zijn vader, oud-voetballer José Fernando Guerrero, speelde voor El Nacional.

## Clubcarrière
Guerrero begon zijn carrière in de jeugdopleiding van Real Madrid. Daarna speelde hij voor Independiente José Terán, LDU Loja (huur), Emelec (huur), Burnley (huur), Villarreal CF (huur) en uiteindelijk weer Independiente José Terán.

## Interlandcarrière
Guerrero speelde drie interlands voor Ecuador. Onder leiding van de Colombiaanse bondscoach Luis Fernando Suárez maakte hij zijn debuut op 18 januari 2007 in een vriendschappelijke wedstrijd in Cuenca tegen Zweden (2-1), net als Geovanny Camacho (Barcelona SC), Alex Leonardo Bolaños (Barcelona SC), Edder Vaca (Deportivo Quito) en Danny Alejandro Vera (Barcelona SC). Guerrero viel in dat duel na 67 minuten in voor Óscar Bagüí. In zijn tweede interland, eveneens tegen Zweden, kreeg hij een rode kaart.